# 安哥拉人民解放运动
安哥拉人民解放运动（葡萄牙語：Movimento Popular de Libertação de Angola），简称安人运（MPLA），成立于1956年12月，自1975年安哥拉独立以来一直为执政党。1977年，改名为“安哥拉人民解放运动—劳动党”；1993年，恢复原名。

## 历史
1956年12月，安哥拉非洲人联合斗争党与安哥拉共产党合并为安哥拉人民解放运动，安共主席维里亚托·达克鲁兹出任新党的总书记。此后，又有争取安哥拉民族独立运动和争取安哥拉解放民主阵线等多个政党陆续并入。
安人运的核心基础包括姆本杜族和首都罗安达的知识分子。安人运最初与欧洲和苏联的共产党关系密切，但如今则是社会民主主义国际政党组织社会党国际的正式成员。
1956年，安人运建立准军事组织安哥拉解放人民武装力量；1993年，改组为安哥拉武装力量。
1960年，安人运与几内亚和佛得角非洲独立党结成联盟，组成“争取葡萄牙殖民地民族独立非洲革命阵线”，共同反抗葡萄牙殖民帝国在非洲的统治。1961年，“争取葡萄牙殖民地民族独立非洲革命阵线”改组为葡萄牙殖民地民族主义组织会议，增加莫桑比克解放阵线和圣多美和普林西比解放委员会为成员。
1974年，葡萄牙里斯本发生康乃馨革命，新政府宣布实行非殖民化政策，并向安哥拉三党联盟（安哥拉人民解放运动、安哥拉民族解放阵线和争取安哥拉彻底独立全国联盟）移交权力。但联盟迅速瓦解，安哥拉陷入内战。南非、扎伊尔和美国武装支持保守的安解阵和安盟，而古巴在1975年出兵数千支援安人运，苏联则支持古巴和安人运。后来，美国国会禁止美国军事力量进一步卷入安哥拉内战，以免成为另一个越南战争。
1975年11月11日，在葡萄牙人放弃罗安达当天，控制首都和沿海石油资源的安人运宣布安哥拉独立。诗人、自由斗士阿戈什蒂纽·内图成为首任总统，1979年，若泽·爱德华多·多斯桑托斯继任。
1977年，安人运召开“一大”，定马克思列宁主义为党的指导思想，改党名为“安哥拉人民解放运动—劳动党”，决定与苏联和社会主义阵营保持紧密联系，建立社会主义经济政策和一党制国家。
1990年12月，安人运召开“三大”，正式放弃马克思列宁主义，转以社会民主主义作为党的指导思想。1992年，安人运在安哥拉首次有多党参加的大选中获胜。
安盟一直受到南非和美国不同程度的支持，直至2002年安盟领袖若纳斯·萨文比被政府军击毙。随后，安盟与安人运达成停火协议，安盟完成非军事化转变，改组为普通政党。
2018年9月，若昂·洛倫索當選安人運新一任主席。

## 外国支持
安人运曾受到以下政府的军事和人道主义支持：阿尔及利亚、保加利亚、佛得角、捷克斯洛伐克、刚果（布）、古巴、东德、几内亚比绍、伊拉克、摩洛哥、莫桑比克、尼日利亚、朝鲜、利比亚、罗马尼亚、圣多美和普林西比、苏联、苏丹、坦桑尼亚、越南、南斯拉夫。虽然中華人民共和國曾短暂支持安人运，但从1964年起，中国转而在独立战争和内战中积极支持安人运的反对派安哥拉民族解放阵线和后来的争取安哥拉彻底独立全国联盟；这一转变是中苏交恶后，兩國争夺社会主义阵营主导权所致。